# Teteltipan
Teteltipan är en ort i Mexiko.   Den ligger i kommunen Yaonáhuac och delstaten Puebla, i den sydöstra delen av landet, 190 km öster om huvudstaden Mexico City. Teteltipan ligger 754 meter över havet och antalet invånare är 203.
Terrängen runt Teteltipan är kuperad åt sydost, men åt nordväst är den bergig. Runt Teteltipan är det ganska tätbefolkat, med 134 invånare per kvadratkilometer. Närmaste större samhälle är Teziutlan, 16,7 km söder om Teteltipan. I omgivningarna runt Teteltipan växer i huvudsak städsegrön lövskog.